# 식민지화
식민지화(植民地化, 영어: colonization)는 식민지를 건설하는 것을 말한다.
식민주의 정착자의 경우 이주자들이 그들 또는 그들의 조상들의 이전 나라와 강한 유대를 유지하며, 그러한 유대를 통해 그 지역의 다른 거주자들보다 상당한 특권을 얻는 대규모 인구 이동이 일어난다.
서유럽의 아메리카 식민지에서는 오스트레일리아와 뉴질랜드 정착민(중앙유럽, 동유럽, 아시아, 아프리카 민족으로 구성됨)이 원주민을 죽이거나 문화 동화를 시키거나 몰아낸 후에 결국 인구의 대다수를 형성했다.
다른 곳에서는, 서유럽 정착민들이 소수민족 집단을 형성했고, 종종 그들의 정착지에 원주민들을 지배하기 위해 더 진보된 무기를 사용했다.
영국이 호주, 뉴질랜드 등 여러 작은 섬들에 정착하기 시작했을 때 종종 그 땅덩어리를 라틴어로 빈 땅을 의미하는 "테라 눌리우스"로 여겼다. 유럽식 농업기술의 부재로 인해 유럽인들은 사람이 가꾼 땅이 아니라고 생각했고, 따라서 원주민이 존재함에도 불구하고 그 땅을 무주지로 취급했다. 19세기에 멕시코의 식민통치법과 미국의 명백한 운명 같은 법과 사상은 이미 15세기에 시작된 아메리카 대륙의 식민지화를 촉진시켰다.

## 어휘론
식민지화라는 용어는 라틴어 colere(경작하다), colonia(농장), colonus(농부)에서 유래되었고, 후에 거주지라는 의미로 확장되었다. 식민지화에 관여하는 사람 즉 동작주 명사는 colonizer라고 하는 반면, 식민지에 들어간 사람즉 동작주 명사 또는 절대격은 colonizee, colonisee, colonised라고 한다.

## 같이 보기
- 식민주의
- 식민제국
- 정착지
- 제국주의

## 참고 문헌
- 재러드 다이아몬드, 총, 균, 쇠. 지난 13,000년 동안 모든 사람들의 짧은 역사, 1997.
- Ankerl Guy, Coexisting Contemporary Civilizations: Arabo-Muslim, Bharati, Chinese, and Western, INUPress, Geneva, 2000. ISBN 2-88155-004-5.
- Cotterell, Arthur. Western Power in Asia: Its Slow Rise and Swift Fall, 1415 - 1999 (2009) popular history; excerpt